# Schwäbischer Skiverband
Der Schwäbische Skiverband (SSV) ist der größte Verband von Skisportvereinen in Baden-Württemberg und gehört zu den fünf größten Sportverbänden in Württemberg.

## Gliederung und Struktur
Bei seiner Gründung im Oktober 1907 betrug die Mitgliederzahl 230. Heute sind 87.927 Menschen in 450 Vereinen und -abteilungen Mitglieder des SSV, der damit nach dem Bayerischen Skiverband der zweitgrößte Landesskiverband innerhalb des Deutschen Skiverbandes ist.
Insgesamt werden von den Vereinen im SSV über 130 Skischulen betrieben. Der SSV gründete unter anderem das Ausbildungs- und Leistungszentrum  "Berghaus Schönblick" Söllereck in Oberstdorf, in dem bisher über 15.000 Skilehrer ausgebildet wurden. Das Berghaus Schönblick gehörte dem SSV von 1962 bis 2009. Durch den Verkauf wurde der Grundstock für das Stiftungsvermögen der Schönblick Stiftung gebildet, die der Förderung des Sports, insbesondere des Schneesports, dient.
Der Hauptsitz des Verbandes ist am Fritz-Walter-Weg 19 in der baden-württembergischen Landeshauptstadt Stuttgart. Der Schwäbische Skiverband war bis 2016 in sieben Bezirke untergliedert und ist seit seiner Strukturreform 2016 in folgende vier Bezirke gegliedert, welche das regionale Sportangebot organisieren:
- Bezirk Nord
- Bezirk Ost
- Bezirk Süd
- Bezirk West

In den folgenden drei Verbandsressorts werden zur Erledigung der Verbandsaufgaben jeweils verschiedene Fachgremien eingesetzt:
- Leistungs- und Wettkampfsport
- Bildung und Breitensport
- Verbands- und Sportentwicklung

## Bekannte Sportler
Bekannte aktive oder ehemalige Skisportler aus dem Gebiet des Schwäbischen Skiverbandes:
- Pascal Bodmer (Skispringen)
- Simone Hauswald (Biathlon)
- Kathrin Hitzer (Biathlon)
- Stephan Keppler (Ski Alpin)
- Simon Schempp (Biathlon)
- Carina Vogt (Skispringen)

## Weblink
- Offizielle Website des Schwäbischen Skiverbands unter www.online-ssv.de